# عشق بدشگون
عشق بدشگون (انگلیسی: Bad Luck Love) یک فیلم درام جنایی فنلاندی به کارگردانی اُلی سارِلا است که در سال ۲۰۰۰ منتشر شد.

## بازیگران
- یورما تومیلا
- ایلکا کویوولا
- تومی ایرونن
- ماریا یاروِن‌هِـلمی
- کاری وانانن
- پتر فرانتسن